# Великі Проходи
Великі Прохо́ди — село в Україні, у Дергачівській міській громаді Харківського району Харківської області. Населення становить 1003 осіб. До 2020 орган місцевого самоврядування — Проходівська сільська рада.

## Географія
Село Великі Проходи знаходиться на березі балки Яр Прохідний, яка через 4 км впадає в річку Харків (права притока), на річці велика загата (~ 30 га), вище і нижче за течією за 2 км великі садові товариства, нижче за течією за 2 км — село Липці. Село оточене великими лісовими масивами (дуб).

## Назва
Назва села походить від слобожанського діалектизму «проходи», який означає «горби», «яри», «яруги», тобто горбисту місцевість.

## Населення

### Мова
Розподіл населення за рідною мовою за даними перепису 2001 року:
| Мова       | Кількість | Відсоток |
| ---------- | --------- | -------- |
| російська  | 798       | 79.56%   |
| українська | 204       | 20.34%   |
| вірменська | 1         | 0.10%    |
| Усього     | 1003      | 100%     |

## Історія
Село засноване 1660 року.

Великі Проходи на мапі 1783 року

За даними на 1864 рік у казенному селі Липецької волості Харківського повіту мешкало 1830 осіб (895 чоловічої статі та 935 — жіночої), налічувалось 123 дворових господарства, існувала православна церква.
За переписом 1897 року кількість мешканців зросла до 2103 осіб (1041 чоловічої статі та 1062 — жіночої), з яких всі — православної віри.
Станом на 1914 рік кількість мешканців зросла до 4022 осіб.
Село постраждало внаслідок геноциду українського народу, проведеного урядом СРСР в 1932—1933 роках, кількість встановлених жертв — 104 людини.
12 червня 2020 року, розпорядженням Кабінету Міністрів України № 725-р «Про визначення адміністративних центрів та затвердження територій територіальних громад Харківської області», увійшло до складу Дергачівської міської громади.
19 липня 2020 року, в результаті адміністративно-територіальної реформи та ліквідації Дергачівського району, село увійшло до складу Харківського району.

## Відомі люди
- Михальчук Сергій Олександрович — український військовослужбовець, сержант Національної гвардії України. Учасник російсько-української війни. Герой України[9].
- Рилач Юрій Олександрович — український дипломат.